# Lampropeltis mexicana
Lampropeltis mexicana, comúnmente conocida como serpiente real mexicana o serpiente rey mexicana, es una especie de  colúbrido del género Lampropeltis endémico de México.

## Descripción y comportamiento
La serpiente rey mexicana es una serpiente subcilíndrica, esbelta y de piel suave que es más aplanada ventralmente que la mayoría de los miembros del género Lampropeltis. Tiene una cabeza ancha, ojos grandes y una cola larga. Los adultos crecen hasta una longitud de aproximadamente 140 a 200 cm (55 a 79 pulgadas). Esta serpiente tiene amplias marcas rojas en forma de silla de montar, bordeadas de negro y separadas por barras de color crema, marrón o rosado. La secuencia de colores no varía, pero las proporciones y los tonos de las bandas de colores son bastante variables. La subespecie nominal tiene marcas rojas distintivas y patrones intrincados en la cabeza. La especie es conocida por su dicromatismo sexual, siendo los machos ligeramente más vívidos que las hembras.
La serpiente real mexicana es una especie reservada y nocturna que rara vez se ve, suele esconderse debajo de las rocas y los árboles caídos durante el día. Se alimenta de reptiles, pequeños mamíferos y anfibios, pero su principal presa son las lagartijas diurnas. Es ovíparo y pone una nidada de tres a cinco huevos.

## Distribución, hábitat y conservación
La serpiente real mexicana es endémica del centro-noreste de México, encontrándose desde en el sur de Nuevo León y Coahuila, el sureste de Durango, el oeste de San Luis Potosí, suroeste de Tamaulipas, norte de Guanajuato, Querétaro y Jalisco, sur de Hidalgo, norte de Estado de México y en la mayor parte del territorio de los estados de Aguascalientes y Zacatecas. El hábitat típico de esta serpiente son las laderas rocosas, los valles y los desiertos en las regiones montañosas, así como los bosques, bosques de robles y áreas herbosas. Su rango altitudinal es de 1300 a 2400 m (4265 a 7874 pies) sobre el nivel del mar.
La UICN ha incluido a la serpiente rey mexicana como de "preocupación menor". Esto se debe a que tiene un rango amplio y se presume que la población es grande y parece ser estable. A veces se la identifica erróneamente como una serpiente coral venenosa y los humanos la matan, pero por lo demás no enfrenta amenazas importantes. Parte de su área de distribución se encuentra dentro de los límites del área protegida estatal de Santa Rosa.